# Frating
Frating ist ein Dorf und Civil Parish im Tendring District in der Grafschaft Essex. Es liegt etwa 8 Kilometer östlich von Colchester und 15 Kilometer nordwestlich von Clacton-on-Sea. Die Gemeinde umfasst die Siedlungen Frating Green und Hockley.
Die Pfarrkirche, welche früher mit der Gemeinde Thorrington geteilt wurde, befindet sich heute in Privatbesitz.
Der 2 km weit entfernte Bahnhof Great Bentley wird von Abellio Greater Anglia betrieben.

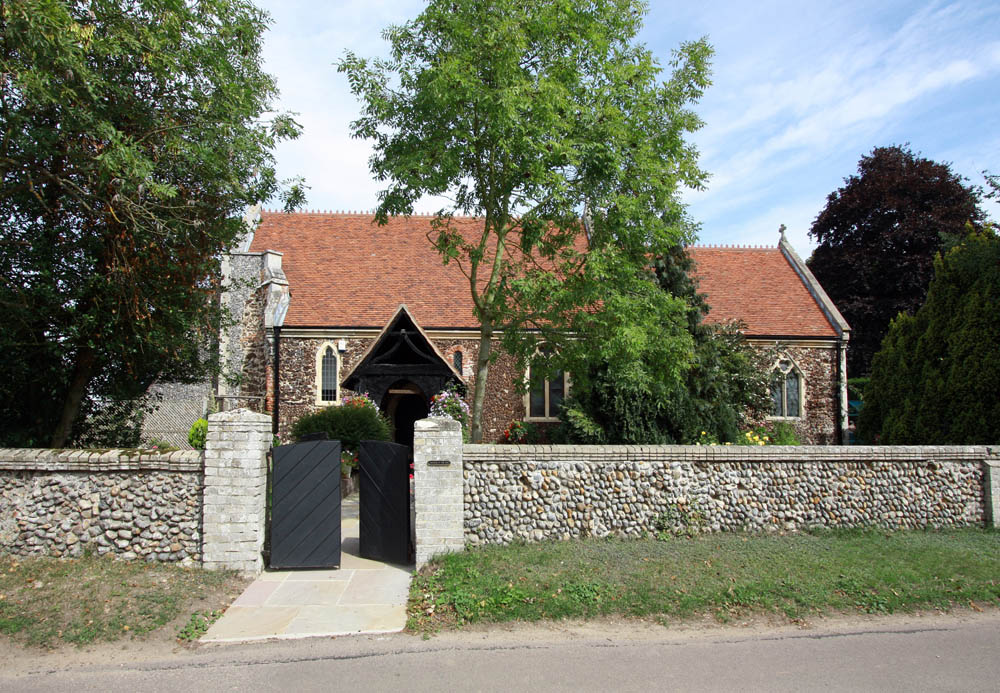
Ehemalige Pfarrkirche

## Nachbargemeinden
| Elmstead Market 3 km | Great Bromley 3 km                          | Little Bentley 3,6 km |
| Wivenhoe 5 km        | Kompassrose, die auf Nachbargemeinden zeigt | Great Bentley 2,3 km  |
| Alresford 3 km       | Thorrington, Brightlingsea 3 km, 6 km       | St Osyth 8 km         |